# Springfield (Nebraska)
Springfield is een plaats (city) in de Amerikaanse staat Nebraska, en valt bestuurlijk gezien onder Sarpy County.

## Demografie
Bij de volkstelling in 2000 werd het aantal inwoners vastgesteld op 1450. In 2006 is het aantal inwoners door het United States Census Bureau geschat op 1535, een stijging van 85 (5,9%).

## Geografie
Volgens het United States Census Bureau beslaat de plaats een oppervlakte van 1,4 km², geheel bestaande uit land. Springfield ligt op ongeveer 310 m boven zeeniveau.

## Plaatsen in de nabije omgeving
De onderstaande figuur toont nabijgelegen plaatsen in een straal van 12 km rond Springfield.